# Rue Philippe-de-Girard
La rue Philippe-de-Girard est une voie du nord de la ville de Paris, comprise au sein des 10e et 18e arrondissements, en France.

## Situation et accès
La rue Philippe-de-Girard est une voie publique des 10e et 18e arrondissements de Paris. Orientée globalement nord-nord-ouest/sud-sud-est, elle débute au sud dans le 10e arrondissement entre les 191 et 193, rue La Fayette, sur la place Dulcie-September. Elle se termine au nord dans le 18e arrondissement à l'extrémité ouest de la rue Riquet, sur la place Paul-Éluard. Elle mesure près de 1 040 mètres de long.
Conformément à la nomenclature parisienne, la numérotation des bâtiments croît quand on se dirige du sud vers le nord sur la rive droite de la Seine et inversement sur la rive gauche. Les numéros pairs sont alors à droite, les numéros impairs à gauche.
Outre ces voies aux extrémités, la rue est croisée par les voies suivantes :
| - 10e arrondissement : - rue de l'Aqueduc - place Jan-Karski - rue Louis-Blanc - rue Perdonnet - boulevard de la Chapelle | - 18e arrondissement : - boulevard de la Chapelle - rue Jacques-Kablé - rue Pajol - rue du Département - Rue Romy-Schneider - Rue Riquet |

## Origine du nom

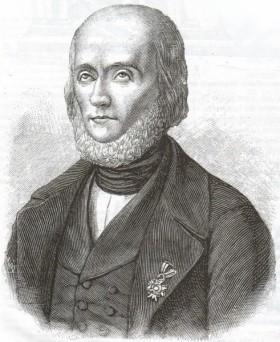
Philippe de Girard.

Cette rue a été dénommée en l'honneur de Philippe Henri de Girard (1775-1845), mécanicien français et inventeur de la machine à filer.

## Historique
La voie correspondant à l'actuelle rue Philippe-de-Girard est une ancienne voie romaine (route de l'étain). Au XIVe siècle, elle est désignée sous le nom de « chemin des Potences »: À l'angle du boulevard de La Chapelle se trouvait un lieu-dit appelé Les Potences ou butte des Potences, annexe du gibet de Montfaucon. On recensait encore à cet endroit trois moulins: Le moulin des Potences, le moulin du Poulet-Bleu, le moulin de la Tour.
Elle apparaît sur le plan de Roussel (1730). La partie nord appartient à l'ancienne commune de La Chapelle-Saint-Denis jusqu'à son annexion à Paris par la loi du 16 juin 1859 et porte le nom de « rue de Chabrol ». La partie parisienne au sud s'appelle alors « rue de la Chapelle ».
En 1764, le vétérinaire Claude Bourgelat y ouvrit une école vétérinaire, prémisse de l'École nationale vétérinaire d'Alfort, vers les numéros 26-28, côté est.
En 1863, la rue de Chabrol est officiellement rattachée à la voirie parisienne. En 1865, les deux rues sont réunies pour former la rue Philippe-de-Girard.

## Bâtiments remarquables, et lieux de mémoire
La rue Philippe-de-Girard comporte les sites particuliers suivants :
- les premiers mètres de la rue surplombent les voies de la gare de l'Est sur sa gauche. La rue les traverse via la place T/10 ;
- no 12, angle des rues de l'Aqueduc, Philippe-de-Girard et Louis-Blanc : ancienne caserne de pompiers de Château-Landon construite entre 1876 et 1879, par l'architecte Antoine Soudée[8]. Elle est la première caserne conçue par et pour des pompiers. Elle comprend une cour centrale triangulaire dédiée aux manœuvres et des bâtiments adaptés pour les véhicules[9]. À partir de 2005, le site est désaffecté. Après deux ans et demi de travaux, les anciens bâtiments accueillent un incubateur de la mode écoresponsable[10] ;
- no 13 : ici mourut le 1er octobre 1905 Clémentine George, la première femme du peintre belge Charles Ferdinand Ceramano (1831-1909), dont il vivait séparé ;
- vers le no 34, au lieu-dit la butte des Potences se trouvaient une annexe du gibet de Montfaucon, le moulin de la Potence, le moulin Bleu et le moulin de la Tour[11].

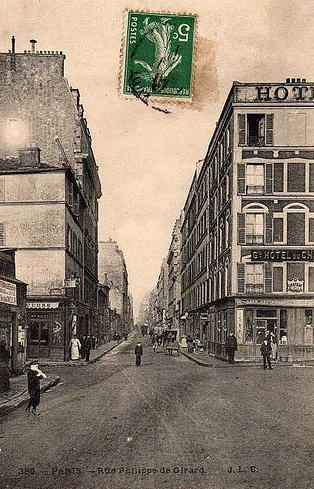
La rue Philippe-de-Girard au croisement de la rue du Département, vers 1900.
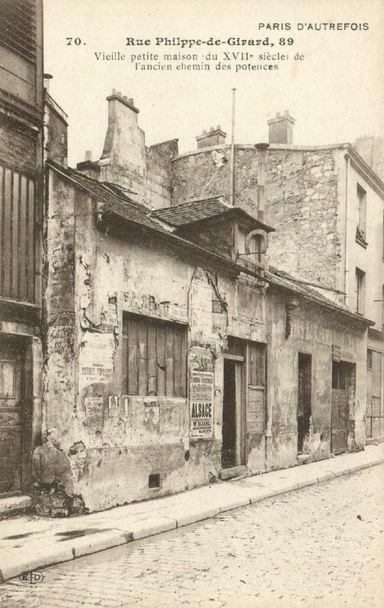
Maison du XVIIe siècle, rue Philippe-de-Girard.
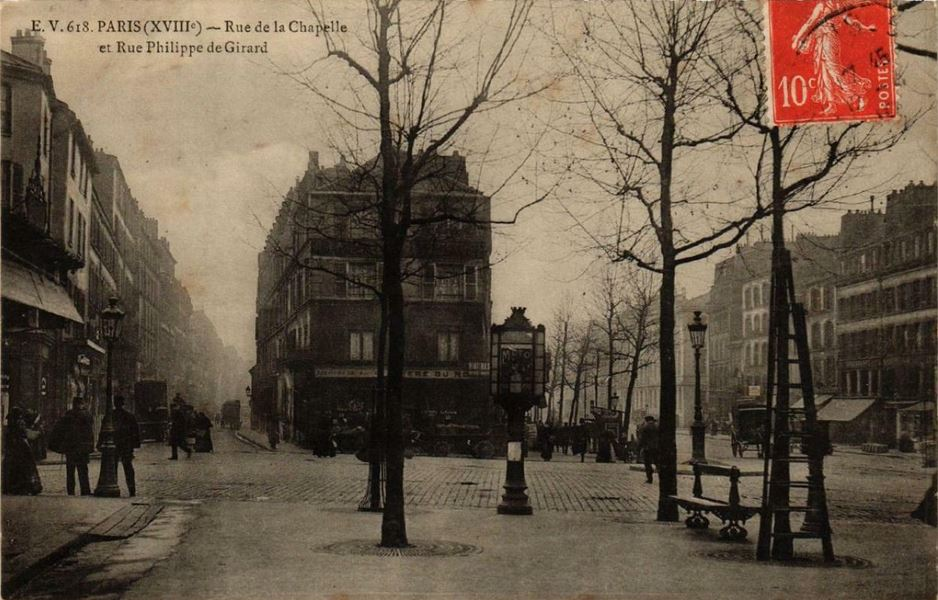
Rue Philippe-de-Girard, à l'angle rue Riquet.
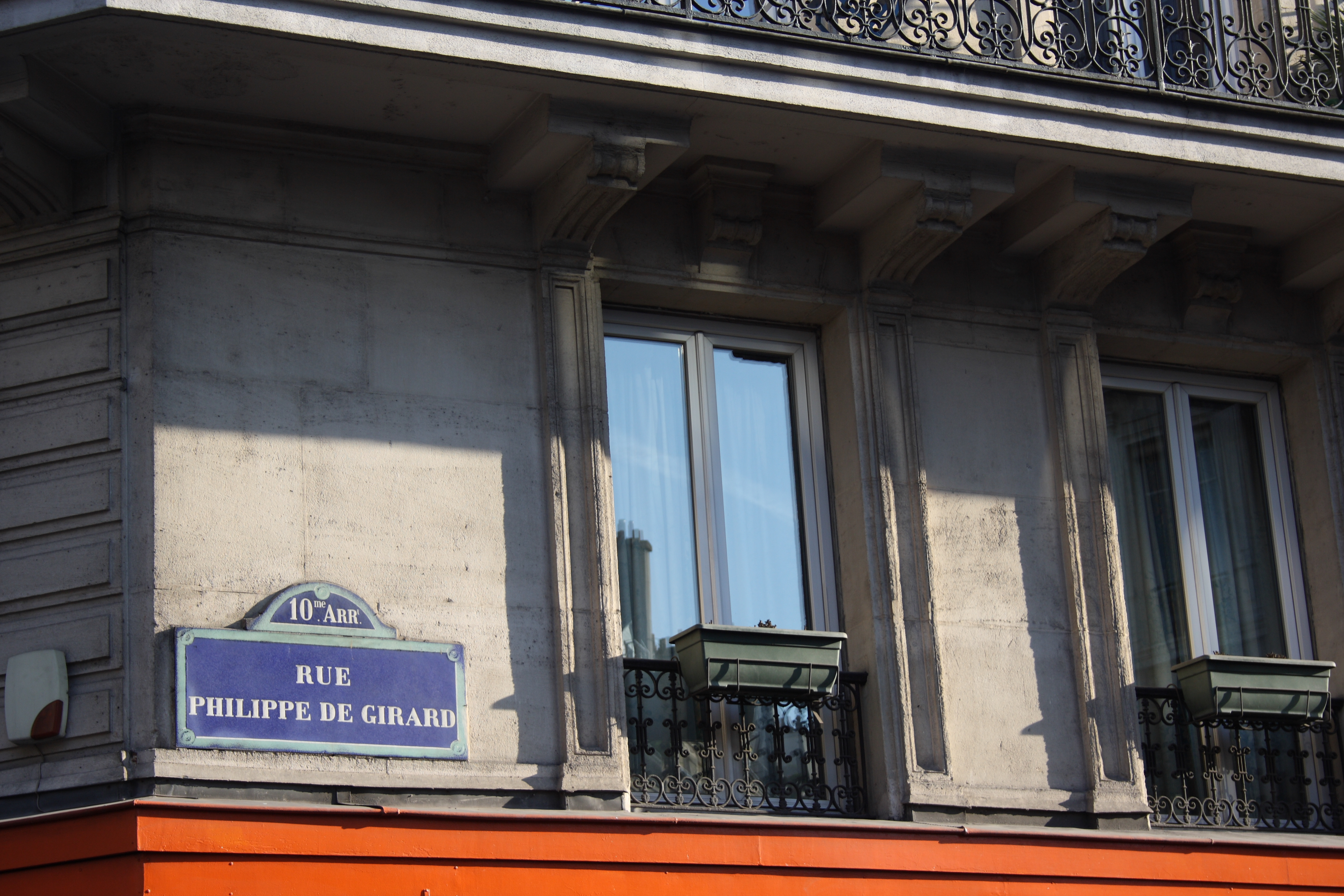
Plaque émaillée, au croisement du boulevard de la Chapelle.